# ورزشگاه تاماسات
ورزشگاه تاماسات (انگلیسی: Thammasat Stadium) یک ورزشگاه چندمنظوره در شهرستان خلنگ لوانگ، استان پاتوم تانی، تایلند است.
این ورزشگاه که در سال ۱۹۹۸ تاسیس شده دارای ۲۵٬۰۰۰ نفر ظرفیت است.